# 霍夫汉内斯·图马尼扬
霍夫汉内斯·图马尼扬（1869年2月19日—1923年3月23日），是一位亞美尼亞作家和公眾活動家，被認為是亞美尼亞的民族詩人。
图马尼扬的著作有诗歌、四行詩、歌謠、小說、寓言、評論文章和新聞稿，主要為现实主义文学，以該時代的日常生活作為題材。图马尼扬生於洛里州，在年青時遷往亞美尼亞文化的中心第比利斯，並很快因簡單、卻富詩意的作品而享負盛名。
許多電影和動畫片都改編自图马尼扬的作品，亦有歌劇是基於他的作品再改編而成。

## 著作
- 《The Capture of Fort Tmuk》，Hovhannes Tumanyan，1904。 ISBN 9785807909282
- 《The Carnival: Tale》，Hovhannes Tumanyan，1988。ISBN 9785807700827